# 施特菲·马丁
施特菲·马丁（德語：Steffi Martin，1962年9月17日—2017年6月21日），德国女子雪橇运动员。她曾代表东德参加1984年和1988年冬季奥林匹克运动会雪橇比赛，获得二枚金牌，均来自女子单人项目。